# 飛馬座V374
飛馬座V374是一顆位於飛馬座附近的紅矮星，距離地球約29.7光年。